# Montgomery Burns
 Der er for få eller ingen kildehenvisninger i denne artikel, hvilket er et problem. Du kan hjælpe ved at angive troværdige kilder til de påstande, som fremføres i artiklen.

Charles "Monty" Montgomery Burns er en fiktiv person der eksisterer i Simpsons-universet. Han er den rigeste mand i Springfield og ejer blandt andet atomkraftværket, hvor Homer Simpson arbejder. Burns er meget gammel og for det meste ond. Han er dog så svag, at han ikke ville kunne klare sig uden hjælp fra sin hjælper Waylon J. Smithers. Og han kan aldrig huske Homers navn (med undtagelse af den gang Maggie Simpson skød ham, og da Homer skiftede navn til Max Power). Han bruges ofte til at opsætte problemstillingerne som enkelte afsnit er baseret på. Han er Springfields ældste beboer og hver uge får han en foryngelsessprøjte så efter behandlingen ligner han en alien fra tv-serien X-Files. Det gav også problemer engang da Homer Simpson troede, at det var en ægte alien så hele byen stimlede sammen for at se begivenheden. Han var i hæren som pilot, og har også stjålet en billion-seddel fra regeringen, som dog bliver stjålet af Cubas præsident.
Han bliver til tider også ringet op af sin meget gamle mor som utroligt nok er over 123 år gammel, mens mr. Burns er 104. Han kan dog ikke døje hende og får altid Smithers til at finde på en undskyldning for at han ikke tager telefonen. Burns er næsten helt radioaktiv, efter at have arbejdet så mange år på atomkraftværket. Hans blodtype er 00-negativ. Mange af dyrene på kraftværket er radioaktive, så de er næsten overnaturlige: Bl.a. fisk med tre øjne og flyvende aber.
Han er medlem af et selskab, der hedder The Evil Company, og var engang ved at blive gift med Marges mor Jacqueline Bouvier.
Harry Shearer lægger stemme til Burns. Første sæson var det Christopher Collins.